# Felisberto Sebastião da Graca Amaral
Felisberto Sebastião da Graca Amaral (* 21. September 1982 in Luanda), besser bekannt als Gilberto, ist ein ehemaliger angolanischer Fußballspieler.

## Verein
Gilberto spielte für Atlético Petróleos de Luanda und stand dann von 2002 bis 2010 beim ägyptischen Verein al Ahly Kairo unter Vertrag, wo er insgesamt 23 Titel gewann. Zwischen 2010 und 2012 spielte er bei Lierse SK in der belgischen Jupiler League. Seit Januar 2012 spielte er bei AEL Limassol in der zyprischer Division A. Ein Jahr später kehrte er zu Petro Atlético zurück und beendete 2015 bei Sport Luanda e Benfica seine aktive Karriere.

## Nationalmannschaft
Nachdem er in der erfolgreichen Qualifikation zur Weltmeisterschaft 2006 für die Nationalmannschaft gespielt hatte und dort einer der wichtigsten Spieler war, verletzte er sich kurz vor dem Turnier. Die Mannschaft schied nach der Vorrunde aus.
Beim Afrika-Cup 2010 stand Gilberto im Aufgebot der angolanischen Mannschaft. Im Eröffnungsspiel gegen Mali erzielte er per Elfmeter ein Tor.

## Erfolge
National
- Angolanischer Meister: 2001
- Angolanischer Pokalsieger: 2013
- Angolanischer Superpokalsieger: 2013
- Ägyptischer Meister: 2005, 2006, 2007, 2008, 2009, 2010
- Ägyptischer Pokalsieger: 2003, 2006, 2007
- Ägyptischer Superpokalsieger: 2003, 2005, 2006, 2007, 2008, 2009, 2010
- Zyprischer Meister: 2012

International
- CAF-Champions-League-Sieger: 2005, 2006, 2008
- CAF-Super-Cup-Sieger: 2002, 2006, 2007, 2009